# SEE YA
『SEE YA』（スィー・ヤ）は、CHAGE&ASKA（現：CHAGE and ASKA）の13作目のオリジナル・アルバム。1990年8月29日に発売された。発売元はポニーキャニオン。
1993年12月17日はAPO-CDとして、1998年3月11日、2001年6月20日はCDとして、2009年10月21日はSHM-CDとして再発売された。

## 背景
当時、CHAGE&ASKAのイメージは「万里の河」のヒットによって、“大陸的なイメージ”と捉えられていた。そのためにASKAはイメージを払拭させるために過去のアルバムにてポップな楽曲を制作したが、メディアは大陸的や演歌フォークと紹介していた。ASKAは自ら身体を張ってイメージを変えるために制作拠点を日本ではなく、ロンドンに移して行うようにした。そして本作はロンドンに移してから最初に制作された作品である。
タイトルの「SEE YA」とは、ロンドンで使用している言葉で「See you again」の略語である。「See you again」より親しみがあり、くだけた英語となる。

## 制作
ASKAは1989年12月に渡英し、現地でミュージシャン、アレンジャー、スタジオの手配などレコーディングの準備を全て一人で取り仕切った。1989年までMULTI MAXで活動していたCHAGEは1990年4月に渡英し、本格的なレコーディングが2か月間行われた。
CHAGEの一部の楽曲は詞先で制作が行われた。
本作の先行シングルを発売する際に「DO YA DO」と「太陽と埃の中で」が候補として挙げられていた。CHAGEとASKAはシングルらしさに目を向けるために「DO YA DO」を選択し、「太陽と埃の中で」はシングル化しなくても代表曲となっていくと判断した。

## 批評
ASKAは上記で述べた通り、ロンドンに拠点を移して外出をせずに音楽制作を行っていただけだが、メディアは「ASKA、ロンドン音楽留学」と取り上げた。このことに関してはASKAは「メディアが勝手に宣伝してくれて、『洗練』のイメージを作り上げてくれた」と評価している。

## リリース・チャート成績
初回限定盤はスリーブ・ケース、ブックレット封入。本作のCDジャケットから“CHAGE AND ASKA”のロゴが使用されている。
2009年10月21日には、紙ジャケット・シリーズの一環としてSHM-CD仕様でヤマハミュージックコミュニケーションズより再発売された。
オリコンによる累計売上枚数は51.4万枚を記録した。

## ツアー
本作が発売される前である1990年8月17日から1991年1月末まで全国のホールや市民会館にて、本作を引っ提げて「CONCERT TOUR'90～'91『SEE YA!!』」が開催された。

## 収録曲
| #         | タイトル                    | 作詞       | 作曲      | 編曲                | 時間  |
| --------- | --------------------------- | ---------- | --------- | ------------------- | ----- |
| 1.        | 「DO YA DO」                | 飛鳥涼     | 飛鳥涼    | 飛鳥涼、Jess Bailey | 5:12  |
| 2.        | 「水の部屋」                | 飛鳥涼     | 飛鳥涼    | 飛鳥涼、Jess Bailey | 4:44  |
| 3.        | 「すごくこまるんだ」        | 青木せい子 | CHAGE     | 村上啓介            | 4:07  |
| 4.        | 「ROLLING DAYS」            | 青木せい子 | CHAGE     | 村上啓介            | 5:18  |
| 5.        | 「Primrose Hill」           | CHAGE      | CHAGE     | 村上啓介            | 4:00  |
| 6.        | 「僕は僕なりの」            | 飛鳥涼     | 飛鳥涼    | Jess Bailey         | 3:49  |
| 7.        | 「Reason」                  | 澤地隆     | CHAGE     | 十川知司            | 4:54  |
| 8.        | 「モナリザの背中よりも」    | 飛鳥涼     | 飛鳥涼    | 飛鳥涼、Jess Bailey | 4:29  |
| 9.        | 「ゼロの向こうのGOOD LUCK」 | 飛鳥涼     | 飛鳥涼    | 飛鳥涼、Jess Bailey | 5:17  |
| 10.       | 「YELLOW MEN」              | 澤地隆     | CHAGE     | 村上啓介            | 4:51  |
| 11.       | 「太陽と埃の中で」          | 飛鳥涼     | 飛鳥涼    | 飛鳥涼、Jess Bailey | 5:38  |
| 合計時間: | 合計時間:                   | 合計時間:  | 合計時間: | 合計時間:           | 52:19 |

## 楽曲解説
1. DO YA DO
1990年6月27日に発売された25枚目シングル。
2. 水の部屋
CHAGEとASKA出演の国内信販「KCカード」CMソング。
ASKAが小学校の入学式の時の記憶を辿り、書き表した楽曲[10]。
1994年に発売された2枚組アルバム『Yin&Yang』にも収録されている。
3. すごくこまるんだ
この楽曲と次の曲「ROLLING DAYS」は青木せい子による詞が先に作られていて、詞に合わせて作曲された[10]。
4. ROLLING DAYS
歌詞を渡された際にASKAとのコーラスが浮かび、ふんだんにコーラスを入れて幅広い楽曲に仕上げている[10]。
この曲に別の歌詞を付けた「月夜に機関銃」を西田ひかるに提供している。
1999年に台湾で発売されたベスト・アルバム『倆角形 Duet Angle 20th anniversary』CHAGE SIDEにも収録されている。
5. Primrose Hill
タイトルは、CHAGEがロンドン滞在中に、実際に出掛けていた公園（プリムローズ・ヒル）のこと。ロンドンに滞在したという事実を、楽曲だけじゃなく言葉としても残したかったと述べている[10]。
1994年にヨーロッパで発売されたベスト・アルバム『Singles - The European Collection』、同年に発売された2枚組アルバム『Yin&Yang』にも収録されている。
6. 僕は僕なりの
ASKAが最後に完成させた楽曲。香港のホテルに閉じこもって、じっくり詞を書いている[10]。
1994年に発売された2枚組アルバム『Yin&Yang』にも収録されている。
7. Reason
1990年の正月に作った楽曲。CHAGEの誕生日（1月6日）に完成させたという[10]。
1994年に発売された2枚組アルバム『Yin&Yang』、1998年に発売されたCHAGEのベスト・アルバム『恰克 CHAGE精選集』（中国で発売）、『CHAGE BEST SONGS/PROLOGUE』にも収録されている。
後に時任三郎がカバーする。
8. モナリザの背中よりも
国内信販「KCカード」CMソング。
ASKAがレコーディングの思い出が深いという楽曲[10]。"モナリザの背中って誰も見たことがない"ってとこから発想を広げていった。また、"待ち合わせは唇"のフレーズも気に入っているという[10]。
9. ゼロの向こうのGOOD LUCK
この楽曲にはモデルがいて、そのモデルを題材にして書いたという[10]。
10. YELLOW MEN
シングル「DO YA DO」のカップリング曲。
11. 太陽と埃の中で
1991年1月30日に26枚目シングルとしてリカットされた。

## 参加ミュージシャン
LONDON SESSION
- All Keyboards & Synthesizer Sound Designer：Jess Bailey
- Drums：Neal Wilkinson
- Bass：Steve Pearce
- Electric Guitar：Ian Bairnson

JAPAN SESSION
- All Electric Guitars & Bass：村上啓介（M-5）
- Drums：江口信夫（M-7）
- Bass：美久月千晴（M-7）
- Keyboards：国吉良一（M-7）、十川知司（M-7）
- Acoustic Guitar：笛吹利明（M-7）
- Synthesizer Sound Designer：中山信彦、中村康就

## 『SEE YA』（映像作品）
本作関連のミュージック・ビデオ集が1990年9月21日にVHS、同年10月21日にLDがポニーキャニオンから発売された（VHSとLDは廃盤）。
2020年5月27日にDVDとして、ヤマハミュージックエンタテインメントホールディングスから再発売された。

### 背景（MV）
MV集を単独で発売するのは、本作が初めてとなる。アルバム『SEE YA』収録曲のMVは、「太陽と埃の中で」を除きレコーディングで滞在していたロンドンで主に撮影された。また、CHAGEのバンド"MULTI MAX"のMVや徳永英明に提供した「心のボール」をセルフカバーしたMVも収録している。

### 収録曲
1. prologue〜
  - ASKAがロンドンへ旅立つ様子が流れる。
2. DO YA DO
作詞・作曲：飛鳥涼　編曲：飛鳥涼・Jess Bailey
3. YELLOW MEN
作詞：澤地隆　作曲：CHAGE　編曲：村上啓介
4. モナリザの背中よりも
作詞・作曲：飛鳥涼　編曲：飛鳥涼・Jess Bailey
5. Primrose Hill
作詞・作曲：CHAGE　編曲：村上啓介
6. MULTI MAXのテーマ（MULTI MAX）
作詞：CHAGE・澤地隆　作曲：CHAGE　編曲：村上啓介
7. SOME DAY（MULTI MAX）
作詞：澤地隆　作曲：CHAGE　編曲：村上啓介
8. 心のボール
作詞・作曲：飛鳥涼　編曲：近藤敬三
9. 僕は僕なりの
作詞・作曲：飛鳥涼　編曲：Jess Bailey
10. 太陽と埃の中で
作詞・作曲：飛鳥涼　編曲：飛鳥涼・Jess Bailey
11. 〜epilogue
  - 「太陽と埃の中で」のアレンジバージョンをバックに、スタッフロール。